# Lochmaeotrochus
Lochmaeotrochus is een geslacht van neteldieren uit de klasse van de Anthozoa (bloemdieren).

## Soort
- Lochmaeotrochus gardineri Cairns, 1999
- Lochmaeotrochus oculeus Alcock, 1902